# Damián Ariel Álvarez
Damián Álvarez (* 21. Mai 1978 in Morón) ist ein gebürtiger argentinischer und eingebürgerter mexikanischer Fußballspieler, der vorwiegend im Mittelfeld agiert.

## Leben
Álvarez begann seine Profikarriere 1998 beim argentinischen Topverein CA River Plate und spielte Anfang 2002 kurzzeitig für den italienischen Serie-A-Klub AC Reggiana, bevor er Anfang 2003 nach Mexiko kam, wo er sich schließlich einbürgern ließ.
Nach drei Jahren in Diensten von Monarcas Morelia wechselte er im Sommer 2006 zum CF Pachuca, mit dem er den Meistertitel der Clausura 2007 und vier internationale Titel gewann; darunter drei Erfolge in der CONCACAF Champions League, zu denen er einige immens wichtige Tore beisteuern konnte: unter anderem erzielte er im Finale um den CONCACAF Champions’ Cup 2007 gegen den mexikanischen Ligakonkurrenten Chivas Guadalajara, das erst im Elfmeterschießen mit 7:6 gewonnen werden konnte, den Treffer zum 4:4, ohne den das Elfmeterschießen verloren gegangen wäre, und im Finale um die CONCACAF Champions League 2009/10 im Rückspiel bei Cruz Azul das so wichtige 1:2, das das entscheidende Auswärtstor zum Titelgewinn war.
Vor der Saison 2010/11 wechselte Álvarez zu den Tigres de la UANL, mit denen er in der Apertura 2011 einen weiteren Meistertitel gewann.

## Anekdoten
Einer seiner engsten Freunde ist sein argentinischer Landsmann Christián Giménez, mit dem er gemeinsam für Pachuca spielte. Weil Álvarez nicht nur für River spielte, sondern auch ein glühender Fan dieses Vereins ist und Giménez ein Exspieler und Fan der Boca Juniors, haben sie sich gerne zusammen im mexikanischen Fernsehen den Superclásico angesehen.